# Earl Denman
Pour les articles homonymes, voir Denman.
Earl Lionel Denman, né le 11 décembre 1914 à Tod Inlet,, et mort en Nouvelle-Zélande le 9 décembre 1994, est un explorateur et alpiniste canadien.
Il est connu pour avoir tenté de gravir le mont Everest en 1947.

## Biographie
Ingénieur en Rhodésie du Sud, il organise en 1947 une expédition illégale pour gravir l'Everest. Il a peu d'expérience, n'ayant escaladé que les petites montagnes des Virunga en Afrique de l'Est avant cette expédition. Il n'a pas beaucoup d'argent, d'équipement ou de carburant et entre au Tibet sans autorisation. Deux Sherpas (dont l'un est Tenzing Norgay) se joignent à sa tentative. Norgay déclarera plus tard qu'il savait que Denman avait peu de chances de réussir, mais qu'il avait accepté de le rejoindre parce que « l'attraction de l'Everest était plus forte pour moi que n'importe quelle force sur terre ». Après un trekking à travers le Tibet, Denman et les deux Sherpas commencent leur ascension le 9 avril 1947. Ils atteignent environ 6 700 m avant qu'une tempête ne les oblige à abandonner la tentative et à rebrousser chemin,,,,.
Denman essaie de retourner à l'Everest en 1948, mais ne parvient pas à quitter l'Inde.
En 1954 son autobiographie Alone to Everest est publiée,,.
Plus tard, il combat l'apartheid en Afrique du Sud, où il vit dans les années 1960 avant d'être expulsé du pays.
En 1982, il vit en Nouvelle-Zélande où il meurt le 9 décembre 1994.